# HW Діви
HW Діви (HW Virginis, скор. HW Vir) — затемнювано-подвійна зоряна система типу Алголя у сузір'ї Діви. Перебуває на відстані приблизно 590 світлових років від Сонячної системи (оцінку здійснено на основі властивостей зір та зоряної величини: виміряні телескопом Гіппаркос значення паралаксу мають надто велику похибку для практичного використання). Складається із затемнюваних гарячого субкарлика класу B і червоного карлика. Період обертання компонентів системи становить 0,116795 доби (приблизно 2 години 48 хвилин).

## Зміни тривалості затемнення
У 2008 році, на основі аналізу розбіжностей у тривалості затемнень системи, було висунуто припущення, що до її складу входить дві планети-гіганти з масами 8,47 MЮп та 19,2 MЮп і періодами обертання 9,1 та 15,8 років відповідно. Пізніше було показано, що у діапазоні параметрів, який дозволяє невизначеність даних, запропонована система надзвичайно нестабільна, з середнім часом існування меншим, ніж 1000 років. У 2012 році було запропоновано альтернативне динамічно стійке рішення: планета з масою 14,3 MЮп на 12-річній орбіті і зовнішня планета з масою 65 MЮп на 55-річній орбіті, хоча нестабільність параметрів орбіти зовнішньої планети ставить під сумнів реальність і цієї моделі. Труднощі з моделюванням цієї системи та моделюванням обертання гіпотетичних планет навколо декількох інших подвійних зір, які пройшли стадію спільної газової оболонки, призвели до припущення, що зміни тривалості затемнень, на основі яких припускалось існування планет, мають не планетарне походження.

## Зовнішні посилання
- Notes for star HW Vir. The Extrasolar Planets Encyclopaedia. Архів оригіналу за 22 грудня 2008. Процитовано 25 листопада 2008.